# Synerätt
Synerätt var[när?] i Sverige ett slags tillfällig specialdomstol som syftade till att lösa ägotvister.
Synerätten verkade med stöd av Jordabalken, som i kapitlet om ägotvister fastslog att de tvistande först skulle försöka lösa tvisten själva. Kunde de inte göra detta, skulle saken upp till tingsrätten eller häradsrätten. Om tingsrätten inte kunde lösa tvisten utan syn, skulle den döma till en häradssynerätt som skulle försöka lösa ägotvisten. Häradssynerätten bestod av häradshövdingen och häradsnämnden, och de skulle syna markerna mellan Valborgsmässoafton och Allahelgonadagen. Alla jordägare, såväl av skattehemman, kronohemman eller annan statlig inrättning, som frälsehemman, hade synerätt enligt husesynsordningen, enligt vilken deras husesyn ägde laga kraft som dom. Husesynen syftade till att tillse att brukaren fullföljde plikten till underhållen. Synerätten handlade däremot om gränstvister och rätten att bruka mark.
Häradssynerättens beslut kunde överklagas till lagmansrätten, som kunde döma parterna till en lagmansynerätt. Lagmanssynerätten utgjordes av lagmannen och lagmannens nämndemän. Om parterna inte var nöjda med lagmansynerättens beslut, kunde de gå till kungs och få saken prövad av en riddarsynerätt.
Om ägotvisten spann över två härader eller landskap, höll hovrätten respektive befallningsmannen synerätt. Synerätt kunde till exempel vara aktuellt om någon skulle inrätta en ny verksamhet, såsom en vattendriven mjölkvarn.